# Speak, Memory
Speak, Memory est une œuvre de musique de chambre pour violon et piano de la compositrice Lera Auerbach, écrite en 2010.

## Contexte et création
Lera Auerbach compose Speak, Memory en 2010 en se basant sur les mémoires de Vladimir Nabokov. À l'origine, l'œuvre est écrite pour violon et piano, mais la compositrice en a fait une version pour violon solo. Le tempo, marqué Adagio tragico, évoque les souvenirs de la jeunesse vue du point de vu lointain de la vieillesse. Une brève montée de pizzicato ouvre un dialogue intense et lyrique entre deux parties très proches, en contrepoint régulier. Leur échange, ponctué de nouveaux pizzicatos, s'achève sur la pureté d'une ligne unique, figée dans le temps, alors que les souvenirs prennent fin.